# Міністерство транспорту США
Міністерство транспорту США (англ. United States Department of Transportation, DOT) — центральний орган державного управління США в галузі транспорту. До 2003 року до функцій міністерства також входило забезпечення безпеки на транспорті.
Засноване актом Конгресу 15 жовтня 1966, початок діяльності — 1 квітня 1967. Очолюється міністром транспорту.
Саме це міністерство уряду США ухвалило 2002 року Homeland Security Act (Акт про безпеку Батьківщини, PL 107—296), як реакцію на події 11 вересня 2001.
Унаслідок цього 2003 року Адміністрацію безпеки на транспорті передали під управління міністерства внутрішньої безпеки США. Туди ж передали службу Берегової охорони США.
Штаб-квартира знаходиться у Вашингтоні, 1200 New Jersey Avenue SE. 58622 співробітників. Річний бюджет — $ 58 млрд.
Керівництво: міністр транспорту з 3 лютого 2021 року — Піт Буттіджедж (англ. Pete Buttigieg, нар. 1982), заступник — Поллі Тротенберг.